# كلية العلوم الإنسانية والاجتماعية بتونس
تسميتها الأولى هي كلية الآداب والعلوم الإنسانية بتونس وهي من أوائل كليات الجامعة التونسية. ويوجد مقرها بشارع 9 أفريل بالعاصمة التونسية. منذ عام 1986 أصبحت تسمى كلية العلوم الإنسانية والاجتماعية، في حين بعثت كلية للآداب بضاحية منوبة. عميدها صلاح الدين بن رجب.
- تولى عمادة هذه الكلية عدد من أبرز الجامعيين التونسيين من بينهم المفكر محمد الطالبي والوزير محمد اليعلاوي ومحمد عبد السلام والمؤرخ محمد الهادي الشريف والمؤرخ عمار المحجوبي...
- بلغ عدد طلبتها عام 2007- 2008 : 9446 طالبا من بينهم 6260 طالبة.[2]

## الاختصاصات
توجد بالكلية العديد من الاختصاصات 
- اللغة والآداب والحضارة العربية
- اللغة والآداب والحضارة الإنقليزية
- اللغة والحضارة والأدب الفرنسي
- علم النـفـــس
- الفلسـفة
- التاريخ
- الجغرافيا
- علم النفس الحركي
- التاريخ والتقنيات السمعية البصرية
- عـلــم الاجتماع

## العمداء
| الصورة | العميد               | بداية العهدة   | نهاية العهدة   |
| ------ | -------------------- | -------------- | -------------- |
|        | محمد الطالبي         | 1967           | 30 يونيو 1970  |
|        | عبد القادر المهيري   | 1 يوليو 1970   | 30 نوفمبر 1972 |
|        | محمد الهادي بن حليمة | 1 ديسمبر 1972  | 31 يناير 1975  |
|        | محمد اليعلاوي        | 1 فبراير 1975  | 17 ديسمبر 1978 |
|        | محمد عبد السلام      | 18 ديسمبر 1978 | 1983           |
|        | عبد المجيد الشرفي    | 3 أغسطس 1983   | 30 أغسطس 1986  |
|        | رضا بوكراع           | 1 سبتمبر 1986  | 11 فبراير 1987 |
|        | توفيق البشروش        | 12 فبراير 1987 | 17 نوفمبر 1987 |
|        | محمد الهادي الشريف   | 19 نوفمبر 1987 | 31 مارس 1990   |
|        | حسونة مزابي          | 1 أبريل 1990   | 31 مارس 1993   |
|        | علي المحجوبي         | 1 أبريل 1993   | 30 أبريل 1996  |
|        | حسن العنابي          | 2 مايو 1996    | 30 أبريل 1999  |
|        | الحبيب دلالة         | 1 مايو 1999    | أبريل 2005     |
|        | حميد بن عزيزة        | 2005           | 31 يوليو 2011  |
|        | نور الدين كريديس     | 1 أغسطس 2011   | 18 يونيو 2014  |
|        | حياة عمامو           | 19 يونيو 2014  | 17 أكتوبر 2017 |
|        | جميل شاكر            | 17 أكتوبر 2017 | 14 ديسمبر 2020 |
|        | عبد الحميد فنينة     | 15 ديسمبر 2020 | 31 يوليو 2024  |
|        | صلاح الدين بن فرج    | 1 أغسطس 2020   | الآن           |

## الأساتذة
- أحمد عبد السلام
- حسن العنابي
- رملة العياري
- هالة الباجي
- عمر بالهادي
- الهادي بن وزدو
- كلثوم برناز
- سفيان بوحديبة
- أحمد إبراهيم
- خليفة شاطر
- محمد الهادي الشريف
- فرحات الدشراوي
- رفيق الدراجي
- الحبيب دلالة
- ياسين الصيد
- ميشال فوكو
- محمد الغزي
- محمد الحبيب حامد
- حسين رؤوف حمزة
- محمد حسن
- عبد الحميد هنية
- الشاذلي القليبي
- لطيفة الأخضر
- رشاد الإمام
- مهدي مبروك
- علي المحجوبي
- عمار المحجوبي
- جعفر ماجد
- مليكة الولباني
- عبد الجليل التميمي
- الهادي التيمومي
- البشير التليلي
- فرحات التريكي
- محمد اليعلاوي

## طلبة معروفون
- أحمد جدي
- أسامة الرمضاني
- الحبيب السلمي
- الحبيب القزدغلي
- الحبيب بن يحيى
- حسن العنابي
- حسين الجزيري
- حسين رؤوف حمزة
- رؤوف بن عمر
- رياض الصيداوي
- سمير العيادي
- الشاذلي العقبي
- عبد الرؤوف الباسطي
- عبد السلام بن حميدة
- عبد اللطيف عبيد
- عبد الوهاب المدب
- الفاضل الجزيري
- فوزي الشكيلي
- فوزي محفوظ
- محمد الصالح فليس
- محمد الطاهر المنصوري
- محمد العزيز بن عاشور
- محمد الغرياني
- محمد الغزي
- محمد بوشيحة
- محمد حسن
- محمد ضيف الله
- مليكة ولباني
- المنصف غشام
- منصف بالحاج عمر
- منصور مهني
- نجم الدين الهنتاتي
- الهادي التيمومي
- وليد سليمان
- يوسف رزوقة